# 郝霔
郝霔（？—？），順天府霸州（今河北省霸州市）人，清朝官員。

## 生平
郝霔是雍正二年（1724年）甲辰科進士。乾隆五年（1740年）接替魏素，擔任台灣府海防補盜同知。同年接替朱岳楷，兼署台灣縣知縣。乾隆七年（1742年）轉任淡水同知。乾隆九年（1744年）陞任福寧知府。